# 45a cerimònia dels Premis César
La 45a cerimònia dels Premis César — també coneguts com Nuit des César — que premiava les pel·lícules estrenades el 2019, va tenir lloc el 28 de febrer de 2020 a la Salle Pleyel. Les candidatures es van anunciar el 29 de gener del mateix any
Presidida per Sandrine Kiberlain i presentada per Florence Foresti, la següent cerimònia va tenir lloc sota tensió. Les 12 nominacions concedides a la pel·lícula L'oficial i l'espia de Roman Polanski, el cineasta acusat per la justícia estataunidenca de relacions sexuals il·legals amb una menor i a l'dimissió col·lectiva del consell d'administració de l'Académie des César el 13 de febrer de 2020 per diverses disfuncions. L'atorgament del César a la millor direcció a Roman Polanski també empeny l'actriu Adèle Haenel, seguida d'altres professionals, a abandonar la sala en desaprovació. Així mateix, Florence Foresti ja no surt a l'escenari per atorgar el César a la millor pel·lícula a Els miserables de Ladj Ly ni participar en la foto final.
L'edició de 2020 també va veure el canvi dels termes del seu César del públic i el César d'honor, atorgat inicialment a Brad Pitt, finalment no es va atorgar, l'actor es va retirat a última hora per un motiu desconegut.

## Novetats
Dues novetats principals es refereixen a les condicions dels premis atorgats durant aquesta edició dels Césars:
- el César del públic que, a diferència de les edicions anteriors on va ser atorgat automàticament a la pel·lícula francesa amb més entrades a les sales durant l'any anterior a la cerimònia,[6] aquesta vegada està determinat per un vot de l'Acadèmia que designa el guanyador entre les cinc pel·lícules franceses al capdavant de la taquilla de França del 2019[7]per tal de representar tant l'elecció del públic com el vot dels professionals del cinema (Alain Terzian).[8][9]

- Per a les cinc categories tècniques (so, vestiments, edició, escenografia, fotografia), es revelen les llistes indicatives, sense obligació de vot, determinades pel col·legi tècnic de l'Acadèmia per tal de facilitar l'elecció dels nominats.[10]

## Audiència
La cerimònia, emesa en obert per Canal+, va tenir una un seguiment de 2.160.000 telespectadors amb un 12,4 % de quota de mercat, situant el 4t programa de la nit de la nit darrere de TF1 (4.545.000 / 22,7 %), M6 (2.849.000/13,2 %) i France 2 (2.476.000/11,3 %).
La cerimònia del Cèsar marca així el seu seguiment més alt des de la del 2016 que va tenir 2.500.000 espectadors i de la qual Florence Foresti també va ser la mestressa de cerimònies.

## Presentadors i ponents
Per ordre d'aparició :
- Florence Foresti, mestressa de cerimònies
- Sandrine Kiberlain, presidenta de la cerimònia
- Karidja Touré i Déborah François, per la presentació del César a l'actor més prometedor
- Antoine Reinartz, per la presentació del César a la millor decoració i el César a la millor disfressa
- Aïssa Maïga, per l'entrega del César a l'actriu més prometedora
- Benjamin Lavernhe, per la presentació del César al millor curtmetratge d'animació i el César al millor llargmetratge d'animació
- Florence Foresti, per la presentació del César a la millor primera pel·lícula
- Esquetx amb Isabelle Adjani
- Antoine de Caunes, pel César al millor documental
- Eye Haïdara i Maurice Barthélémy, pel premi César al millor curtmetratge
- Josiane Balasko, per a la presentació del públic César
- Laura Felpin, per la presentació del César al millor so
- Jean-Pierre Darroussin, per la presentació del César a la millor adaptació i el César al millor guió original
- Esquetx amb Jonathan Cohen
- Melha Bedia i Arnaud Valois, per la presentació del César a la millor edició i el César a la millor fotografia
- Alban Ivanov, per la presentació del César a la millor pel·lícula estrangera
- David Boring, àlies Esteban, per la presentació del César a la millor música original
- Vincent Dedienne i Emmanuelle Devos, pel César a la millor actriu secundària
- Chiara Mastroianni, per la presentació del César al millor actor secundari
- Marisa Berenson, per la presentació del César al millor actor
- Mathieu Kassovitz, per la presentació del César a la millor actriu
- Emmanuelle Bercot i Claire Denis, per la presentació del César al millor director
- Sandrine Kiberlain, per la presentació del César a la millor pel·lícula

## Guanyadors i nominats
Els nominats es van anunciar el 20 de gener de 2020. Els guanyadors s'indiquen en negreta.
| Millor pel·lícula - Els miserables de Ladj Ly, produïda per Toufik Ayadi i Christophe Barral - La Belle Époque de Nicolas Bedos, produïda per François Kraus i Denis Pineau-Valencienne - Gràcies a Déu de François Ozon, produïda per Éric i Nicolas Altmayer - Especials d'Éric Toledano i Olivier Nakache, produïda per Nicolas Duval Adassovsky - L'oficial i l'espia de Roman Polanski, produïda per Alain Goldman - Retrat d'una dona en flames de Céline Sciamma, produïda per Bénédicte Couvreur - Roubaix, une lumière d'Arnaud Desplechin, produïda per Pascal Caucheteux i Grégoire Sorlat | Millor director - Roman Polanski per L'oficial i l'espia - Nicolas Bedos per La Belle Époque - François Ozon per Gràcies a Déu - Éric Toledano i Olivier Nakache per Especials - Ladj Ly per Els miserables - Céline Sciamma per Retrat d'una dona en flames - Arnaud Desplechin per Roubaix, une lumière |
| Millor actor - Roschdy Zem pel paper de Yacoub Daoud a Roubaix, une lumière - Daniel Auteuil pel paper de Victor a La Belle Époque - Damien Bonnard pel paper de Stéphane a Els miserables - Vincent Cassel pel paper de Bruno Haroche a Especials - Jean Dujardin pel paper de Marie-Georges Picquart a L'oficial i l'espia - Reda Kateb pel paper de Malik a Especials - Melvil Poupaud pel paper de Alexandre Guérin a Gràcies a Déu | Millor actriu - Anaïs Demoustier pel paper d'Alice Heimann a Els consells de l'Alice - Eva Green pel paper de Sarah a Proxima - Adele Haenel pel paper de Héloïse a Retrat d'una dona en flames - Noémie Merlant pel paper de Marianne a Retrat d'una dona en flames - Doria Tillier pel paper de Sarah a La Belle Époque - Karin Viard pel paper de Louise a Chanson douce - Chiara Mastroianni pel paper de Maria a Chambre 212 |
| Millor actor secundari - Swann Arlaud pel paper d'Emmanuel Thomassin a Gràcies a Déu - Grégory Gadebois pel paper de Hubert Henry a L'oficial i l'espia - Louis Garrel pel paper d'Alfred Dreyfus a L'oficial i l'espia - Benjamin Lavernhe pel paper de Félix a Amor a segona vista - Denis Ménochet pel paper de François Debord a Gràcies a Déu | Millor actriu secundària - Fanny Ardant pel paper de Marianne a La Belle Époque - Josiane Balasko pel paper d'Irène a Gràcies a Déu - Laure Calamy pel paper d'Alice Farange a Seules les bêtes - Sara Forestier pel paper de Marie Carpentier a Roubaix, une lumière - Hélène Vincent pel paper de Hélène a Especials |
| Millor actor revelació - Alexis Manenti pel paper de Chris a Els miserables - Anthony Bajon pel paper de Thomas Jarjeau a Au nom de la terre - Benjamin Lesieur pel paper de Joseph a Especials - Liam Pierron pel paper de Yanis Bensaadi a Els professors de Saint-Denis - Djebril Zonga pel paper de Gwada a Els miserables | Millor actriu revelació - Lyna Khoudri pel paper de Nedjma 'Papicha' a Papicha - Luàna Bajrami pel paper de Sophie a Retrat d'una dona en flames - Céleste Brunnquell pel paper de Camille Lourmel a Les Éblouis - Nina Meurisse pel paper de Camille Lepage a Camille - Mame Bineta Sané pel paper d'Ada a Atlantique |
| Millor pel·lícula estrangera - Paràsits de Bong Joon-ho • - Dolor y gloria de Pedro Almodóvar • - El jove Ahmed de Jean-Pierre i Luc Dardenne • - Joker de Todd Phillips • - Lola de Laurent Micheli • - Once Upon a Time in Hollywood de Quentin Tarantino • - El traïdor de Marco Bellocchio • | Millor primera pel·lícula - Papicha, somnis de llibertat de Mounia Meddour - Atlantique de Mati Diop - Au nom de la terre de Édouard Bergeon - Le Chant du loup de Antonin Baudry - Els miserables de Ladj Ly |
| Millor guió original - Nicolas Bedos per La Belle Époque - François Ozon per Gràcies a Déu - Éric Toledano i Olivier Nakache per Especials - Ladj Ly, Giordano Gederlini i Alexis Manenti per Els miserables - Céline Sciamma per Retrat d'una dona en flames | Millor guió adaptat - Roman Polanski i Robert Harris per L'oficial i l'espia, segons la novel·la D. de Robert Harris - Costa-Gavras per Comportar-se com adults, segons el llibre Adults in the Room. My Battle with Europe's Deep Establishment de Ianis Varufakis - Jérémy Clapin i Guillaume Laurant per J'ai perdu mon corps, segons la novel·la Happy Hand de Guillaume Laurant - Arnaud Desplechin i Léa Mysius per Roubaix, une lumière, segons el documental Roubaix, commissariat central de Mosco Boucault - Dominik Moll i Gilles Marchand per Només les bèsties, segons la novel·la Seules les bêtes de Colin Niel |
| Millor música - Dan Levy per J'ai perdu mon corps - Fatima Al Qadiri per Atlantique - Alexandre Desplat per L'oficial i l'espia - Marco Casanova i Kim Chapiron per Els miserables - Grégoire Hetzel per Roubaix, une lumière | Millor fotografia - Claire Mathon per Retrat d'una dona en flames - Nicolas Bolduc per La Belle Époque - Pawel Edelman per L'oficial i l'espia - Julien Poupard per Els miserables - Irina Lubtchansky per Roubaix, une lumière Els consells de l'Alice, Atlantique, Qui creus que soc, Le Chant du loup, Especials, Zombi Child també havia rebut el segell tècnic de l'Acadèmia. |
| Millor decorat - Stéphane Rozenbaum per La Belle Époque - Benoît Barouh per Le Chant du loup - Franck Schwarz per Cartes a Roxane - Jean Rabasse per L'oficial i l'espia - Thomas Grézaud per Retrat d'una dona en flames Chambre 212, La Fameuse Invasion des ours en Sicile, El palau ideal, Proxima i La Vérité també havia rebut el segell tècnic de l'Acadèmia. | Millor muntatge - Flora Volpelière per Els miserables - Laure Gardette per Gràcies a Déu - Hervé de Luze per L'oficial i l'espia - Anny Danché et Florent Vassault per La Belle Époque - Dorian Rigal-Ansou per Especials Comportar-se com adults, Chambre 212, Le Chant du loup, Retrat d'una dona en flames i Roubaix, une lumière també havia rebut el segell tècnic de l'Acadèmia. |
| Millor so - Nicolas Cantin, Thomas Desjonquères, Raphaëll Mouterde, Olivier Goinard, Randy Thom per Le Chant du loup - Rémi Daru, Séverin Favriau, Jean-Paul Hurier per La Belle Époque - Lucien Balibar, Aymeric Devoldère, Cyril Holtz, Niels Barletta per L'oficial i l'espia - Arnaud Lavaleix, Jérôme Gonthier, Marco Casanova per Els miserables - Julien Sicart, Valérie de Loof, Daniel Sobrino per Retrat d'una dona en flames Comportar-se com adults, Chambre 212, Les Hirondelles de Kaboul, J'ai perdu mon corps, Proxima i Roubaix, une lumière també havia rebut el segell tècnic de l'Acadèmia. | Millor vestuari - Pascaline Chavanne per L'oficial i l'espia - Emmanuelle Youchnovski per La Belle Époque - Thierry Delettre per Edmond - Alexandra Charles per Jeanne - Dorothée Guiraud per Retrat d'una dona en flames Chambre 212, Curiosa, Dernier Amour, Le Dindon, El palau ideal i Liberté també havia rebut el segell tècnic de l'Acadèmia. |
| Millor curtmetratge - Pile poil de Lauriane Escaffre et Yvonnick Muller - Beautiful Loser de Maxime Roy - Le Chant d'Ahmed de Foued Mansour - Chien bleu de Fanny Liatard et Jeremy Trouilh - Nefta Football Club de Yves Piat | Millor documental - M de Yolande Zauberman - 68, mon père et les clous de Samuel Bigiaoui - La cordillera de los sueños de Patricio Guzmán - Lourdes de Thierry Demaizière i Alban Teurlai - Wonder Boy, Olivier Rousteing, né sous X de Anissa Bonnefont |
| Millor pel·lícula d'animació - J'ai perdu mon corps de Jérémy Clapin - La Fameuse Invasion des ours en Sicile de Lorenzo Mattotti - Les Hirondelles de Kaboul de Zabou Breitman i Éléa Gobbé-Mévellec | Millor curtmetratge d'animació - La Nuit des sacs plastiques de Gabriel Harel - Ce magnifique gâteau ! de Marc James Roels et Emma de Swaef - Je sors acheter des cigarettes d'Osman Cerfon - Make It Soul de Jean-Charles Mbotti Malolo |
| César d'honor - No atorgat Inicialment Brad Pitt havia acceptat rebre aquesta distinció de l'Académie des César, abans de retractar-se. És la primera vegada que aquest César no és atorgat. | César del públic - Els miserables de Ladj Ly - Qu'est-ce qu'on a encore fait au Bon Dieu ? de Philippe de Chauveron - Nous finirons ensemble de Guillaume Canet - Especials d'Éric Toledano i Olivier Nakache - Au nom de la terre d'Édouard Bergeon |
| César dels estudiants Després de la votació realitzada per totes les classes de final de curs participants entre el 2 de febrer i el 28 de febrer de 2020 entre les 7 pel·lícules nominades al César a la millor pel·lícula, el César d'estudiants de secundària 2020 s'atorga el \|4 de març a la pel·lícula Especials sota el control d'un agutzil i sota la supervisió de Jean-Michel Blanquer, Ministra d'Educació Nacional i Joventut, i la presidenta interina de l'Académie des César, Margaret Menegoz. L’11 de març va tenir lloc l'acte de lliurament del premi a la Sorbona amb la presència de 600 estudiants de secundària que van participar en la votació i va ser seguit per un classe magistral realitzada pels guanyadors, Éric Toledano i Olivier Nakache. | |

## Fets destacats
Arran de la dimissió col·lectiva de la junta directiva de l'Académie des César el 13 de febrer de 2020, la productora Margaret Menegoz és nomenada presidenta interina de l'Associació el 26 de febrer, en substitució d'Alain Terzian, president des de 2003.
El dia abans de la cerimònia, mentre les feministes es comprometen a manifestar-se contra les 12 nominacions de la seva pel·lícula L'oficial i l'espia, el cineasta Roman Polanski, encara perseguit per la justícia estatunidenca i objectiu de noves acusacions de violació, anuncia que no assistirà a la cerimònia: 
| « | com podria? […] Les activistes ja m'amenacen amb un linxament públics. Alguns anuncien manifestacions davant de la Salle Pleyel. D'altres pretenen fer-ne una plataforma de lluita contra la una governança denunciada. Això promet assemblar-se més a un simposi que a un festival de cinema que se suposa que premia els seus grans talents. | » |

Determinat a "protegir la seva família, la seva dona i els seus fills, que estan sent sotmesos a insults i afronts", nega aquestes noves acusacions, i afirma que és "amb pesar que (el) prenc aquesta decisió, la de no enfrontar-me a un autoproclamat tribunal d'opinió disposat a trepitjar els principis de l'estat de dret perquè l'irracional torni a triomfar indiscutiblement"
El mateix vespre, 	quan es va atorgar el César a la millor direcció a Polanski, Adèle Haenel, seguida de Céline Sciamma i altres professionals, van sortir de la sala cridant "És una vergonya! Vergonya!". Pel que fa a Florence Foresti, la mestressa de cerimònies, no tornarà a l'escenari per a la presentació del César a la millor pel·lícula ni per a la foto final. Publicarà uns minuts més tard al seu compte d’Instagram el missatge "Disgustada". Durant la cerimònia, Florence Foresti va ironitzar diverses vegades amb insinuacions sobre el cineasta i les seves polèmiques i Jean-Pierre Darroussin va ratllar el nom del director. Virginie Despentes signa una columna a Libération l’1 de març en suport d'Adèle Haenel. Contràriament, les cineastes Claire Denis i Emmanuelle Bercot, encarregades d'anunciar el premi, ho van trobar totalment legítim. Lambert Wilson també va defensar Roman Polanski però va ser ràpidament criticat, per haver condemnat amb més precisió els discursos de Florence Foresti i la marxa d'Adèle Haenel.
Davant un escenari buit, Sandrine Kiberlain tornarà a agafar el micròfon «apel·lant a l'amor pel cinema» sobre la música escrita per Georges Delerue per a La nit americana de François Truffaut.